# Fucile ad avancarica con sistema di accensione a percussione
Il fucile ad avancarica con sistema di accensione a percussione è l'arma da fuoco militare tipica della prima metà dell'Ottocento.
Nacque come evoluzione diretta del fucile ad avancarica con sistema di accensione a focile e si sviluppò in differenti configurazioni, fra cui quella che ebbe più successo fu il sistema con luminello e capsula fulminante.
Per quanto riguarda il funzionamento di quest'ultima il caricamento avviene, un colpo alla volta, per mezzo di cartucce contenenti, in un unico involucro di carta sottile, la carica di lancio di polvere nera e la palla sferica di piombo. Nell'uso militare, strappata con i denti la cartuccia, il soldato versa la polvere nella canna mantenuta in verticale con la volata verso l'alto, quindi vi inserisce la carta appallottolata, e infine la palla, pressando il tutto con energici colpi dell'asta di caricamento.
Quindi, dopo aver armato il cane, si investe il luminello dell'arma con una piccola capsula a percussione di rame, contenente fulminato di mercurio o clorato di potassio.
L'operazione nel suo insieme non è semplice e per essere svolta rapidamente richiede una certa abilità, soprattutto nella confusione della battaglia: negli scontri difficilmente era possibile sparare molti colpi, e nel combattimento ravvicinato il fucile era di fatto inservibile, costringendo il soldato all'uso della sola baionetta.